# 開始功能表
開始功能表（英語：Start menu）是Microsoft Windows系列操作系统图形用户界面（GUI）的基本部分，是操作系统的中央控制区域。从Windows 95沿用至今，开始按钮位于屏幕的左下方（Windows 8沒有開始按鈕），是一顆带有Windows標誌的按钮。從Windows Vista開始，“开始”按钮上的「開始」字樣已經不再顯示。点击它或按下Windows键或按组合键Ctrl+Esc可以激活開始功能表（从Windows 95到Windows 7及Windows 10以後版本）。在Windows 8，開始功能表改称为開始畫面（亦有称开始荧幕、开始屏幕）位于工作列的开始按钮已取消，改為以滑鼠碰觸左下角（或以滑鼠碰觸右下角彈出Charm）啟動開始畫面。
Windows XP以前的开始菜单包括一个可以自行制定的用来运行程序的“程序”菜单，列有最近使用文档的“文档”菜单，查找文档和寻找帮助的菜单，进行系统设置的菜单。而Windows XP開始的新式开始菜单则加入最近使用程式的列表、“文档”菜单等等，Windows Vista開始加入搜索框。Windows 8開始的開始畫面則取代开始菜单，以圖示方式开始程式，且移除了开始按钮。Windows 8.1恢復了开始按钮，但點擊後彈出的是開始畫面（同Windows 8開始畫面）。Windows 10恢復了開始功能表，並整合Windows 8開始畫面的特點。
从技术上来讲，開始功能表并非程式的唯一啟動方式，因为所有的程序都可以在Windows Explorer中打开。不过，开始菜单依然给用户启动程序带来极大方便。微软公司也很重视增加开始菜单的重要性，比如说，在Windows Explorer将Program Files和Windows系统文件夹默认隐藏，用户通过开始菜单打开程序文档将感到更方便。

## 歷史

Windows XP之開始功能表

Windows 7之開始功能表

Windows 8之開始功能表

### Windows 95以前（没有成型的開始功能表）
在早期版本的Windows中，有一个叫做MS-DOS Executive的程序提供文件管理和“菜单”的功能，这个程序最终被Windows 3.0中的文件管理器（File Manager）和程序管理器（Program Manager）取代，而程序管理器可以说就是开始菜单的雏形。
当时的程序管理器是一个简单的MDI界面对话框，其中有“程序组”（program groups）等快捷方式图标，可供用户执行。

### Windows 95至Windows 2000（经典開始功能表）
Windows 9x/ME和Windows NT 4.x/2000中的单列型开始菜单样式，并只有这种样式。
Windows 95是開始功能表正式出现的版本，它把程序管理器浓缩成为一个可随时使用的弹出菜单，它保留程序管理器的一些特性，比如可以一个组嵌套另一个组。之後，Internet Explorer 4.0和Windows 98允许用户在開始功能表中拖曳，这令定制開始功能表更加简单。
这个样式的开始菜单后来被称为“经典”開始功能表或“传统”開始功能表，Windows 7取消这种样式的開始功能表。

### Windows XP（Luna风格開始功能表）
在Windows XP和Windows Server 2003中，如本文上面所说，开始菜单增加一种新的两列样式，左侧列表加入最近使用的程序快捷方式列表，将“我的文档”等项目置于右侧列表，可制定的空间更大。

### Windows Vista及Windows 7（Aero风格開始功能表）
在Windows Vista中，对Windows XP中的新型開始功能表进行改进，使程序组直接在左侧列表内展开。更加入搜索功能，用户在输入文字之后可以列出匹配的開始功能表项，还可以当成以往Windows中的“运行”对话框使用。
在Windows 7開始功能表，在滑鼠移上開始按鈕時，開始按鈕的Windows旗幟會發出對應的四色光芒。開始功能表仍然像Windows Vista的設計，保留兩欄的方式來存取，但是仍然有某些改變。（詳參閱Windows 7新功能的開始功能表條目。）

### Windows 8（Metro风格開始畫面）
在Windows 8中，原有的開始功能表被替换为開始畫面。当点按畫面左下角（適用於Windows 8.0）/開始按鈕（適用於Windows 8.1）后，会出现一个类似Windows Phone的Metro型式屏幕，用以启动应用程序，原有的關机、重新啟動等功能表则移动到设置界面。

### Windows 10（Modern/Fluent风格混合開始功能表）
在Windows 10中，新版Windows操作系统恢復类似Windows 7的传统開始功能表，并在细节上糅合Windows 8的微软“磁贴”设计，将Windows 8.x系统中的"开始界面"整合至功能表当中。而Modern应用（或叫Windows Store应用、UWP应用）则允许在桌面以窗口化模式运行，并以Windows 7的Aero Snap模式进行侧边、全屏贴靠（但展示中未出现Immersive全屏模式，任务栏在非隐藏状态下为将常驻显示）。開始功能表类似与Windows 7的开始功能表，可以显示应用和设置，以及固定Modern程序，并调整大小，动态磁贴可显示相关讯息。在任务栏设置中可以切换开始屏幕和開始功能表，开始触摸界面在保留Windows 8特性的基础上（微软称为“Continuum”）也进行微调，Windows 10的開始功能表跟Windows 8的開始功能表一樣都是屬於UWP程式。

### Windows 11（流暢風格開始功能表）
Windows 11重新設計了開始功能表。搜尋欄移至開始功能表上方，動態磚被已釘選的程式和小工具取代。已釘選的程式下方顯示「建議」欄，列出建議開啟的文件以及程式。所有程式被分隔在第二頁，按下在已釘選的程式欄右方的按鈕來檢視。

微软在发布 Surface Pro 12 英寸及 Surface Laptop 13 英寸当天，还宣布了新版 Windows 11 开始菜单，新版 Windows 11 开始菜单将集成“手机助手”体验，此前这项功能一直在 Windows Insider 预览版中测试，通过开始菜单“手机助手”体验，用户可以快速访问 iOS 和 Android 设备并进行跨设备文件传输等操作。新的开始菜单还提供了多种应用布局方式，能简化用户查找应用的成本。

## 技術资料
用户修改开始菜单内容时实质上是在修改、添加或删除“开始菜单”文件夹中文件夹和文件。“开始”菜单文件夹在不同的Windows版本中位置不同，具体位置如下：
- Windows 9x系列（Windows 95、98和Me）及Windows NT 4.0：这个文件夹是%windir%\Start Menu；多用户时是%windir%\Profiles\username\Start Menu
- Windows NT 5.x内核系列（Windows 2000、XP、Windows Server 2003和Windows Server 2003 R2）：当前个人用户帐户的文件夹位置是%UserProfile%\「开始」菜单；所有用户的则是%AllUsersProfile%\「开始」菜单
- Windows NT 6.x/10.x内核系列（Windows Vista、Windows Server 2008、Windows 7、Windows Server 2008 R2、Windows 8、Windows Server 2012、Windows 8.1、Windows Server 2012 R2、Windows 10、Windows 11）：当前个人用户帐户的文件夹位置是%AppData%\Microsoft\Windows\Start Menu；所有用户的则是%ProgramData%\Microsoft\Windows\Start Menu

## 意义
Windows 95中开始菜单的设计博得增强界面友好程度的好评。后来，开始按钮和菜单标志，成为微软产品的广告，而“點擊这里开始”、“開始就是未來”也成了微软的广告语。